# Ка-Ми
Тип 2, «Мидзу Сенся 2602», «Ка-Ми» (яп. 特二式内火艇 カミ Току ни сики утибитэи ка-ми) — японский плавающий танк времён Второй мировой войны, созданный на базе лёгкого танка «Ха-Го». Выпущено около 180 экземпляров в 1941—1945 годах, единственный массово производившийся японский плавающий танк. Название танка образовано из «ка» — «плавающий» и «ми» — от названия фирмы «Мицубиси».

## История создания
Японцы экспериментировали с плавающими танками ещё с конца двадцатых годов, но особого успеха не добились. В 1940 году инициатива разработки перешла к флоту, которому требовалась специальная десантная машина для поддержки обширных планов завоеваний на Тихом океане, и в 1941 году фирмой «Мицубиси» был представлен прототип танка «Ка-Ми», построенный с учётом опыта прошлых неудач. С 1943 года начался выпуск улучшенного варианта танка с разделяемым передним понтоном, радиостанцией, установленными позади винтов рулями и другими улучшениями, накопившимися в ходе практического применения «Ка-Ми».
«Ка-Ми» производились мелкими сериями с 1942 года и до конца войны, общий выпуск составил 184 машины. По некоторым данным, в это число не входят предсерийные машины. Столь небольшой объём во многом объясняется сложностью конструкции плавающего танка по сравнению с другими японскими танками, требовавшей большого количества ручного труда при сборке.

## Описание конструкции
«Ка-Ми» был весьма своеобразной боевой машиной, сильно отличавшейся от того, что обычно понималось под «плавающим танком». В отличие от зарубежных образцов, плавучесть которых обеспечивалась внутренним объёмом водонепроницаемого корпуса, «Ка-Ми» держался на воде при помощи больших внешних стальных понтонов, крепившихся спереди и сзади танка. С установленными понтонами танк следовал с борта десантного корабля к месту назначения, после чего на берегу сбрасывал их и вступал в бой. Выбор инженерами «Мицубиси» такой конструкции был связан с требованием флота придать будущему танку хорошую мореходность вкупе со способностью к длительному плаванию в неспокойных водах и разрешением использовать любое подходящее конструкторское решение.
В результате, «Ка-Ми» хоть и не мог самостоятельно держаться на воде без понтонов, с ними обладал превосходной для своего класса мореходностью и по своим возможностям значительно превосходил плавающие танки традиционной конструкции, способные действовать только в спокойных водах и часто тонувшие даже при небольшом волнении.
Все серийные «Ка-Ми» оборудовались радиостанцией, а также внутренним телефонным переговорным устройством, чья установка была вызвана крайне шумной работой двигателя.
Просторный корпус «Ка-Ми» позволил разместить в нём экипаж из пяти человек — водителя, стрелка, механика, командира и заряжающего. Отсутствие перегородки между двигательным отсеком и боевым отделением значительно облегчало механику доступ к двигателю, но сильно ухудшало условия работы экипажа из-за шума и просачивавшихся выхлопных газов. Двухместная же башня, несмотря на увеличение, оказалась всё равно тесна для двух человек, что затрудняло командиру наблюдение за полем боя и снижало боевую эффективность танка.

### Броневой корпус и башня

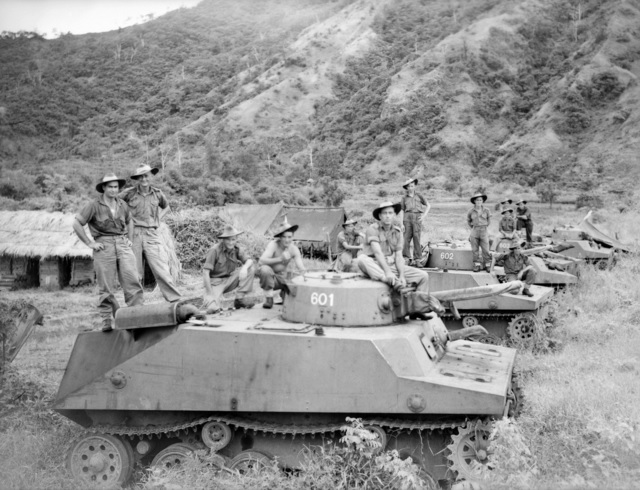
«Ка-Ми» со снятыми понтонами

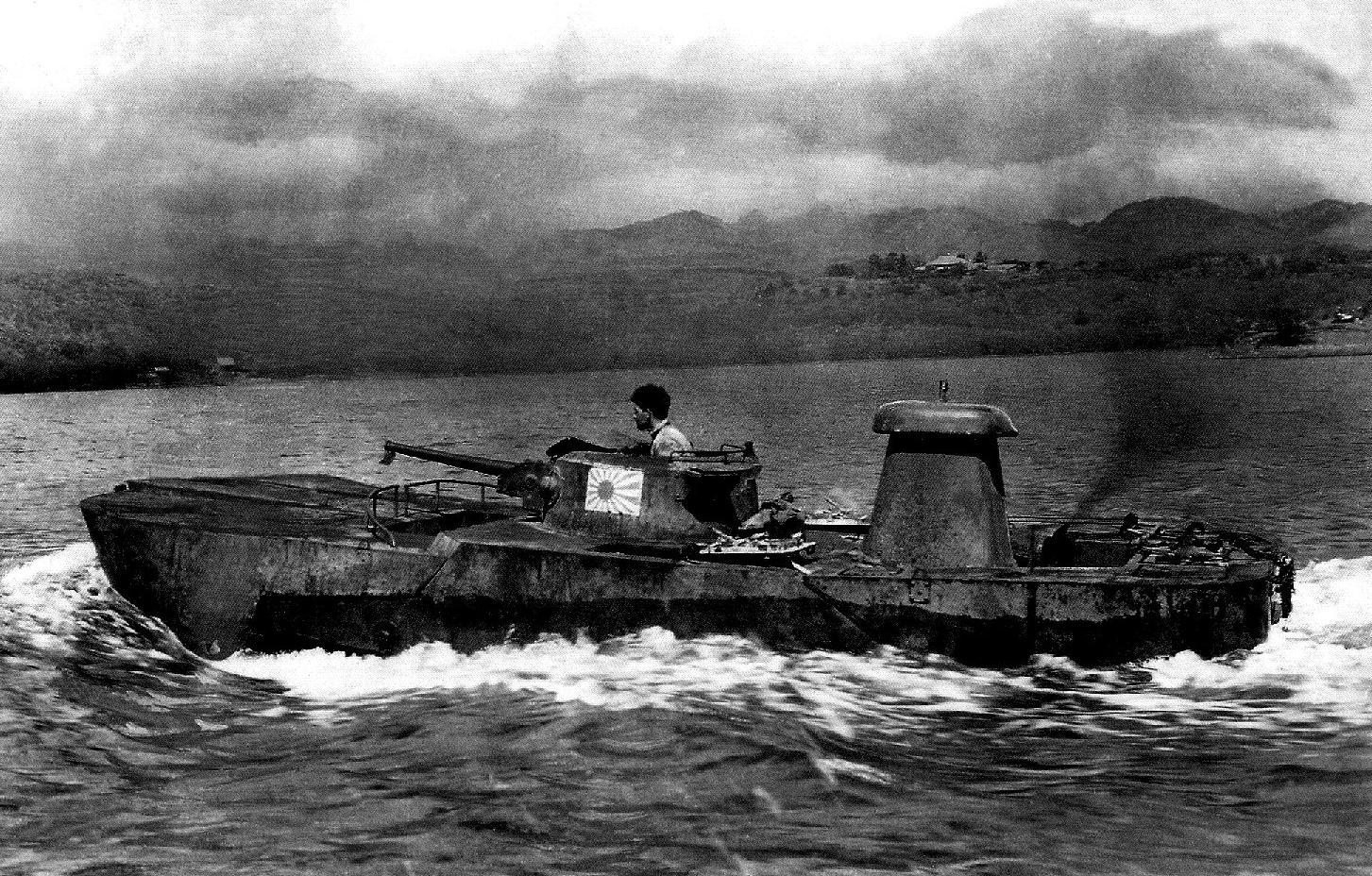
«Ка-Ми» на плаву. Сходство танка с небольшим судном довольно красноречиво говорит о его мореходных качествах.

«Ка-Ми» собирался из броневых листов при помощи сварки, клёпка применялась лишь в маловажных участках в крыше корпуса и башне. Герметичный корпус имел выраженную коробчатую форму с развитыми надгусеничными нишами и большим внутренним объёмом, разительно отличавшую его от максимально ужатых, сложной формы корпусов сухопутных японских танков. На плаву щели и погон башни уплотнялись резиновыми прокладками. Своеобразный вид танку придавал объёмистый короб воздухозаборника, возвышавшийся над моторным отделением.
Обширный верхний лист корпуса шириной во всю машину позволил установить на «Ка-Ми» новую коническую двухместную башню. С 1943 года на крыше башни крепился защитный кожух со смотровыми окнами, своеобразный вариант командирской башенки, сбрасывавшийся при высадке.
Передний понтон объёмом 6,2 м³, придававший конструкции обтекаемую мореходную форму, на машинах первых серий был цельным, но вскоре стал изготавливаться из двух частей, разделяемых при сбрасывании, чтобы облегчить проезд танку. Объём заднего понтона составлял 2,9 м³. Для повышения живучести передний понтон делился на шесть, а задний — на пять водонепроницаемых секций. Понтоны крепились на корпусе зажимами типа «клешни краба» и сбрасывались после высадки при помощи приводимого изнутри корпуса винтового механизма.

### Вооружение
Основным вооружением танка на первых машинах являлась 37-мм пушка Тип 94, аналогичная орудию «Ха-Го» ранних выпусков, но уже в начале серийного производства она была заменена на длинноствольную 37-мм пушку Тип 1. Боекомплект орудия состоял из 132 бронебойных и осколочно-фугасных снарядов. Стандартная для японских танков установка орудия в вертикальных и горизонтальных цапфах позволяла качать орудие в пределах ±5° без поворота башни. Наводка орудия в вертикальной плоскости осуществлялась наводчиком без каких-либо механизмов при помощи плечевого упора.
Вспомогательное вооружение «Ка-Ми» составляли два 7,7-мм пулемёта Тип 97, один из которых был спарен с 37-мм пушкой, а другой установлен в лобовом листе корпуса. Ещё один, зенитный пулемёт мог устанавливаться на кронштейне в кормовой части башни. Боекомплект пулемётов составлял 3500 патронов.
Во время некоторых операций на «Ка-Ми», как и на другую японскую плавающую бронетехнику, навешивались по бортам две торпеды.

### Двигатель и трансмиссия
На «Ка-Ми» устанавливался тот же двигатель, что и на базовый «Ха-Го» — рядный 6‑цилиндровый двухтактный дизель «Мицубиси» NVD 6120 воздушного охлаждения мощностью в 110 л. с. при нормальном режиме.

### Ходовая часть
Ходовая часть, несмотря на внешнее отличие от «Ха-Го», сохраняла традиционную для японских танков подвеску конструкции Т. Хара, но рычаги и пружины были спрятаны внутрь корпуса. Ленивец был опущен на землю, чтобы увеличить площадь опорной поверхности.
Гусеницы стальные мелкозвенчатые, каждая из 103 траков с шагом 84 мм и шириной 305 мм.
Движение на воде осуществлялось при помощи двух гребных винтов, установленных в нишах в кормовой части и приводившихся от двигателя танка.

## Боевое применение
Выпущенные «Ка-Ми» поступали в распоряжение отрядов морской пехоты на смену малым танкам Тип 94 и лёгким «Ха-Го». Их огромный запас хода на воде и мореходность, сравнимая с небольшой лодкой, позволяли высаживать их на значительном расстоянии от берега.
Бедой «Ка-Ми» стало то, что они появились слишком поздно — в сколько-нибудь значительных количествах танк стал доступен только к 1943 году, когда Япония была вынуждена перейти к стратегической обороне, и танк, созданный для наступательных десантных операций, имел не много возможностей проявить себя. Вдобавок, отсутствие артиллерийской поддержки вместе с утратой японцами превосходства в воздухе значительно ограничивали возможности десанта и не позволяли в полной мере использовать возможности «Ка-Ми».
Первым боевым применением «Ка-Ми» стала битва за Гуадалканал в конце 1942 года, в которой приняли участие несколько предсерийных «Ка-Ми». Позднее несколько «Ка-Ми» использовались на Маршалловых островах при обороне авиабазы на атолле Рой в начале 1944 года.
Первое массовое применение «Ка-Ми» состоялось в 1944 году на Марианских островах, в ночной десантной операции с 15 на 16 июня на острове Сайпан. Не имевший ни авиационной, ни артиллерийской поддержки десант был обречён на неудачу, высадившиеся на фланге противника «Ка-Ми» были быстро уничтожены противотанковой артиллерией, огнём РПГ «Базука» и «Шерманов».
Небольшое количество «Ка-Ми» использовалось 101-м специальным морским десантным отрядом при обороне Филиппин в конце 1944 года, где их применяли в не имевших особого успеха рейдах по тылам американцев.
В конце войны отдельные «Ка-Ми», как и другая японская бронетехника, использовались в роли стационарных окопанных огневых точек на Иводзиме и Окинаве.

## Оценка машины
Несмотря на своё ограниченное и, как правило, не слишком успешное применение, «Ка-Ми» явился выдающимся достижением японского танкостроения. Танк был идеально приспособлен к своей задаче — потеря плавучести после высадки на берег не имела для него особого значения. Инженерам «Мицубиси» удалось найти единственное решение, дававшее танку достаточную мореходность для действий в открытом море за много километров от берега. В то же время на суше, со сброшенными понтонами, танк оказывался значительно подвижнее и защищённей применявшихся на Тихом океане американских плавающих танков традиционной конструкции.
В США в годы войны также проводились попытки придания плавучести танкам М3 «Стюарт», М4 «Шерман» и M24 «Чаффи» при помощи аналогичной «Ка-Ми» понтонной схемы. Эксперименты с первым, проводившиеся накануне высадки в Нормандии, были прекращены, когда стало ясно, что быстрого результата получить не удастся. Эксперименты же с двумя другими танками были прекращены, поскольку требуемые для поддержания на воде столь тяжёлых машин понтоны оказывались недопустимо велики. В итоге, США остановились на разработанной в Великобритании системе Duplex Drive (DD), придававшей танку плавучесть при помощи раздвижного экрана.

## Где можно увидеть

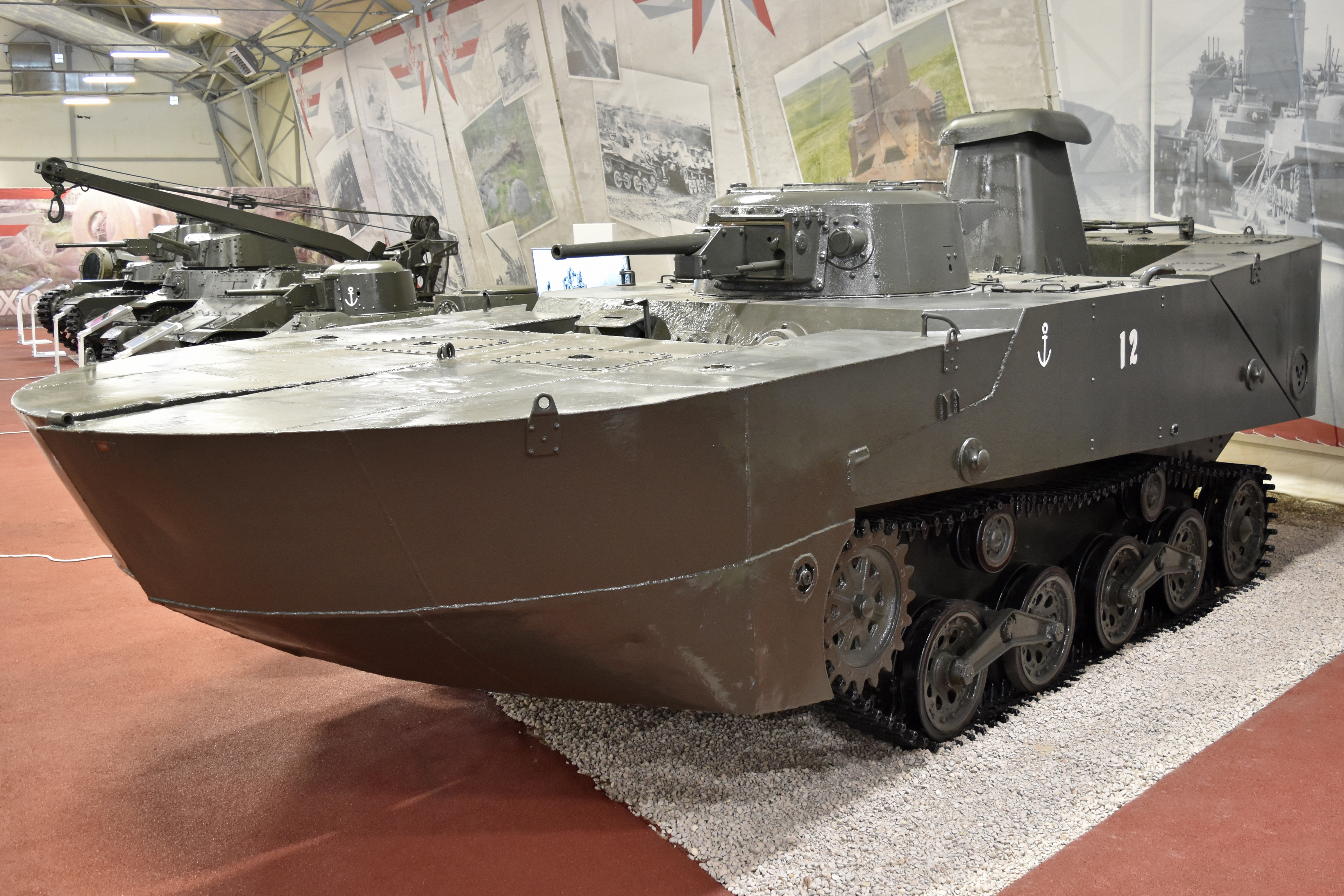
«Ка-Ми» в музее в Кубинке

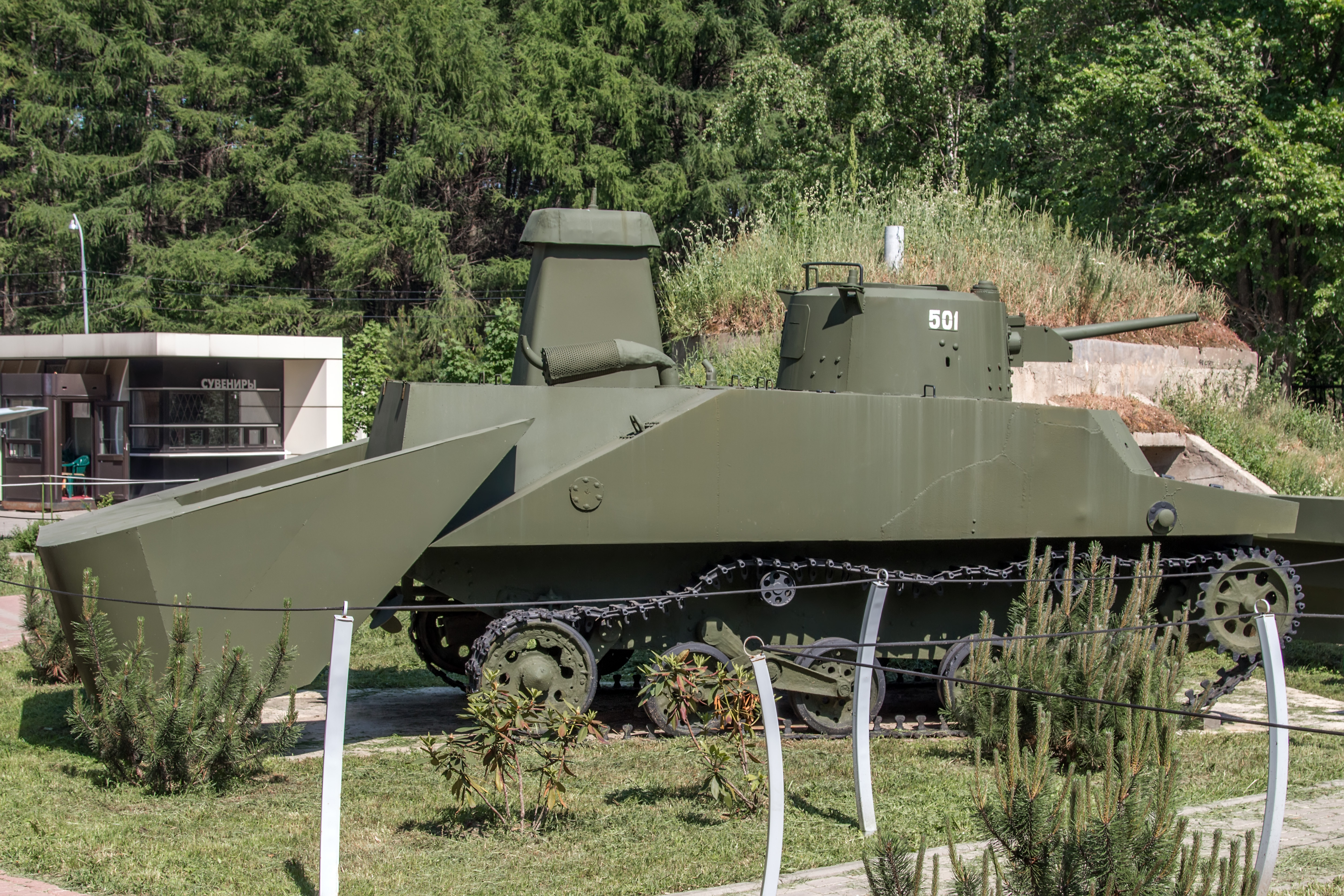
«Ка-Ми» в музее Победы

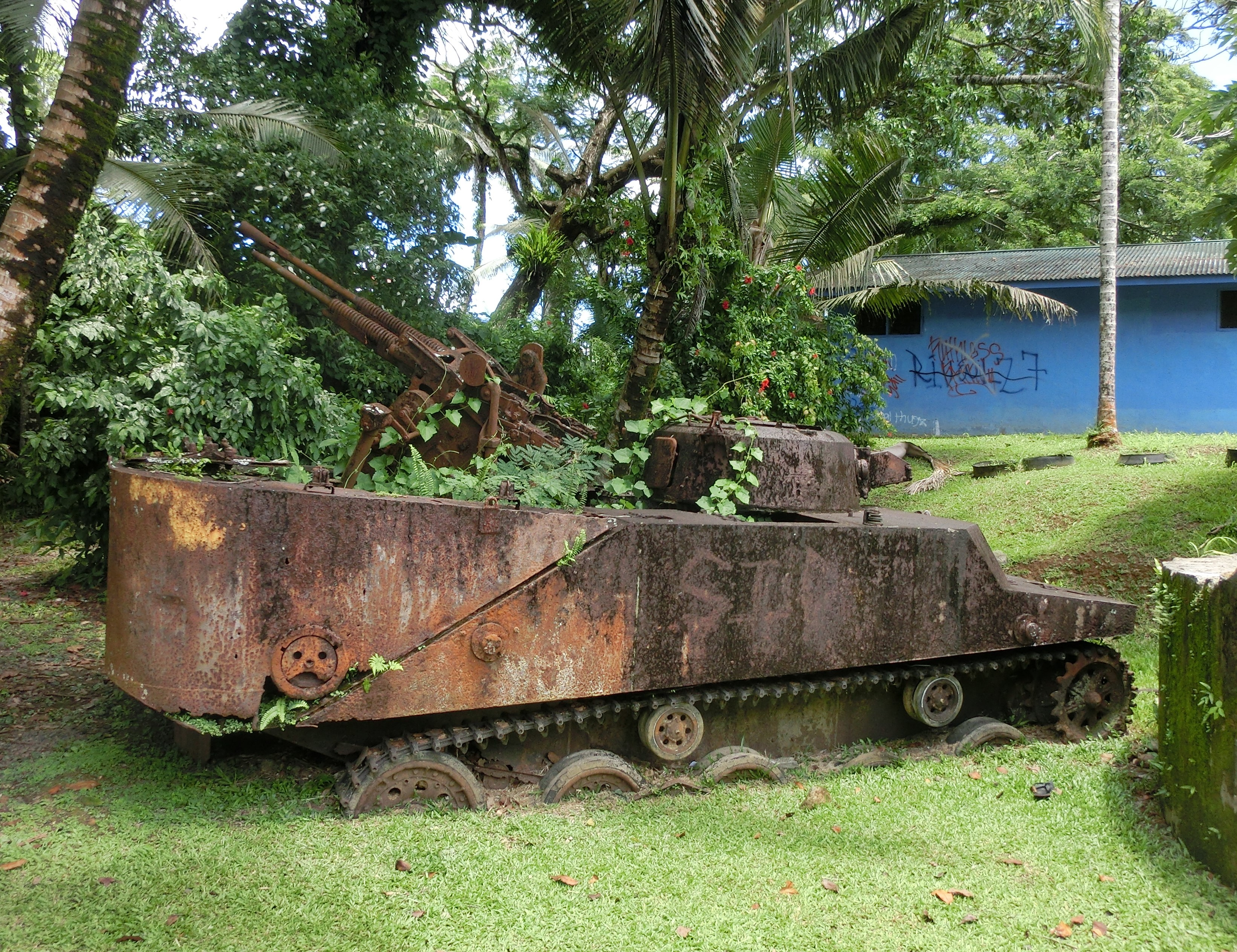
«Ка-Ми» где-то в Палау

До нашего времени сохранилось около 10 танков «Ка-Ми».
- Россия 
  - Музей бронетанкового вооружения и техники в подмосковной Кубинке. Как и большинство других экспонатов этого музея, Ка-Ми находится в работоспособном состоянии.
  - Парк Победы, Москва, экспозиция боевой техники и инженерных сооружений.
  - Остров Шумшу Курильской гряды, один из подбитых в ходе боёв 18 августа 1945 года на высоте 171. Состояние очень плохое, но пока ещё подлежит восстановлению.
- Палау — 7 «Ка-Ми», находящихся на разных островах. Все они брошены на открытом воздухе и находятся в плохом состоянии.